# Energiewirt

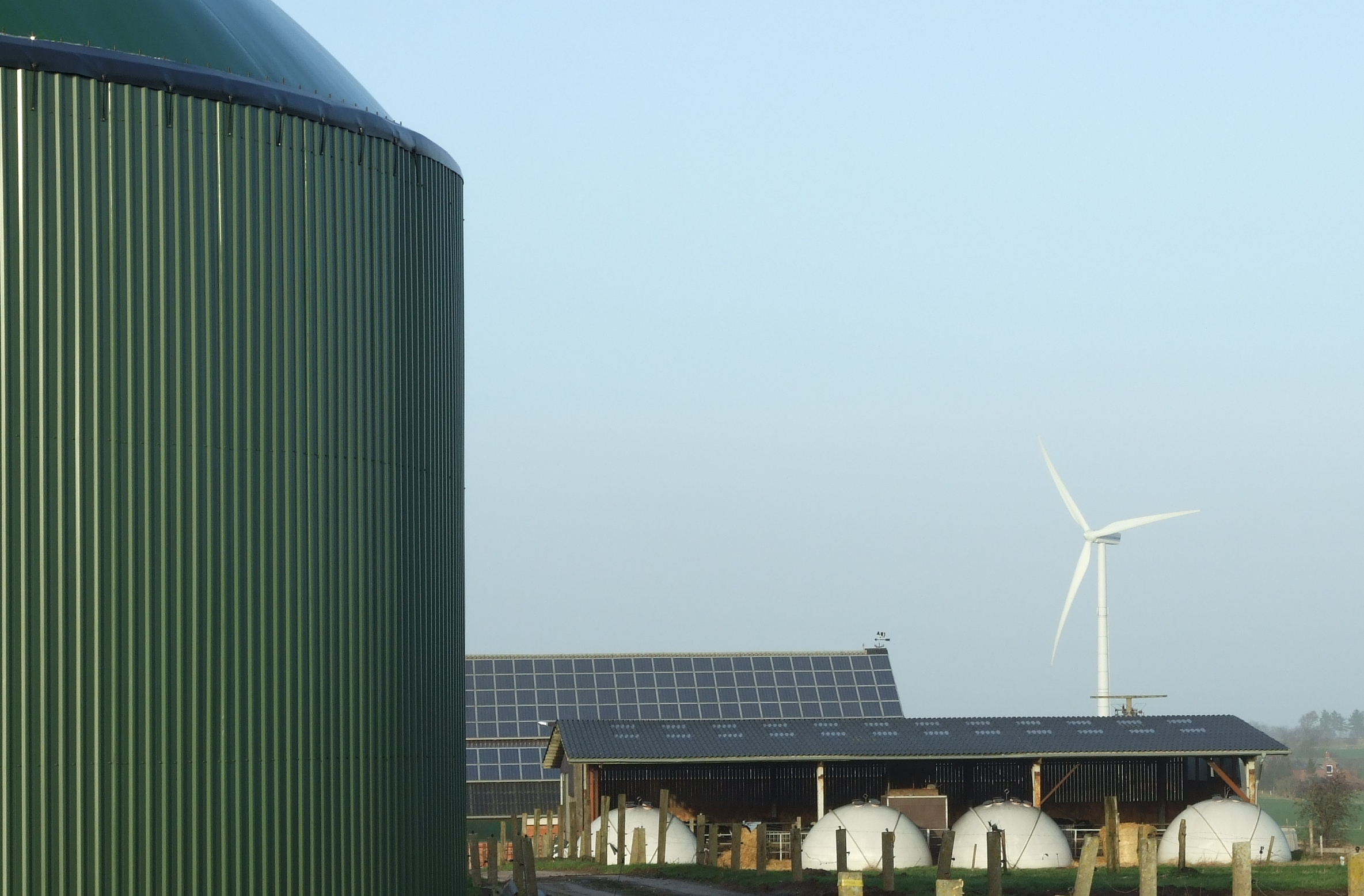
Fermenter einer Biogasanlage (links), Photovoltaikanlage (hinten) und Windkraftanlage

Ein Energiewirt ist ein Landwirt, der neben oder statt der klassischen Tätigkeiten, wie Erzeugung von Lebens- und Futtermitteln und/oder Veredelung, in der Energiewirtschaft tätig ist.
Der Tätigkeitsbereich der Energiewirte wird auch als Agrarenergie bezeichnet. Dieser umfasst Erneuerbare Energien wie vor allem Bioenergien. Dazu gehört die Rohstoffbereitstellung, wie z. B. Rapssaat für die Gewinnung von Pflanzenöl oder Getreide, Kartoffeln und Zuckerrüben für Bioethanol oder Biomasse (Substrate) für Biogas.
Die Umwandlung der Rohstoffe (Nachwachsenden Rohstoffe (Nawaros)) kann in Anlagen des Energiewirts, wie z. B. einer Biogasanlagen, geschehen.
Teilweise wird auch der Betrieb von Photovoltaik- und Windkraftanlagen zum Tätigkeitsbereich eines Energiewirts gezählt, da landwirtschaftliche Gebäude bzw. landwirtschaftliche Flächen gut geeignete Standorte sein können.
Die Bedeutung der Agrarenergien hat in den vergangenen Jahren stark zugenommen, so dass auch immer mehr Ausbildungs- und Weiterbildungsmöglichkeiten zum Energiewirt angeboten werden.

## Bereitgestellte Energien
(siehe Artikel Agrarenergie und Bioenergie)

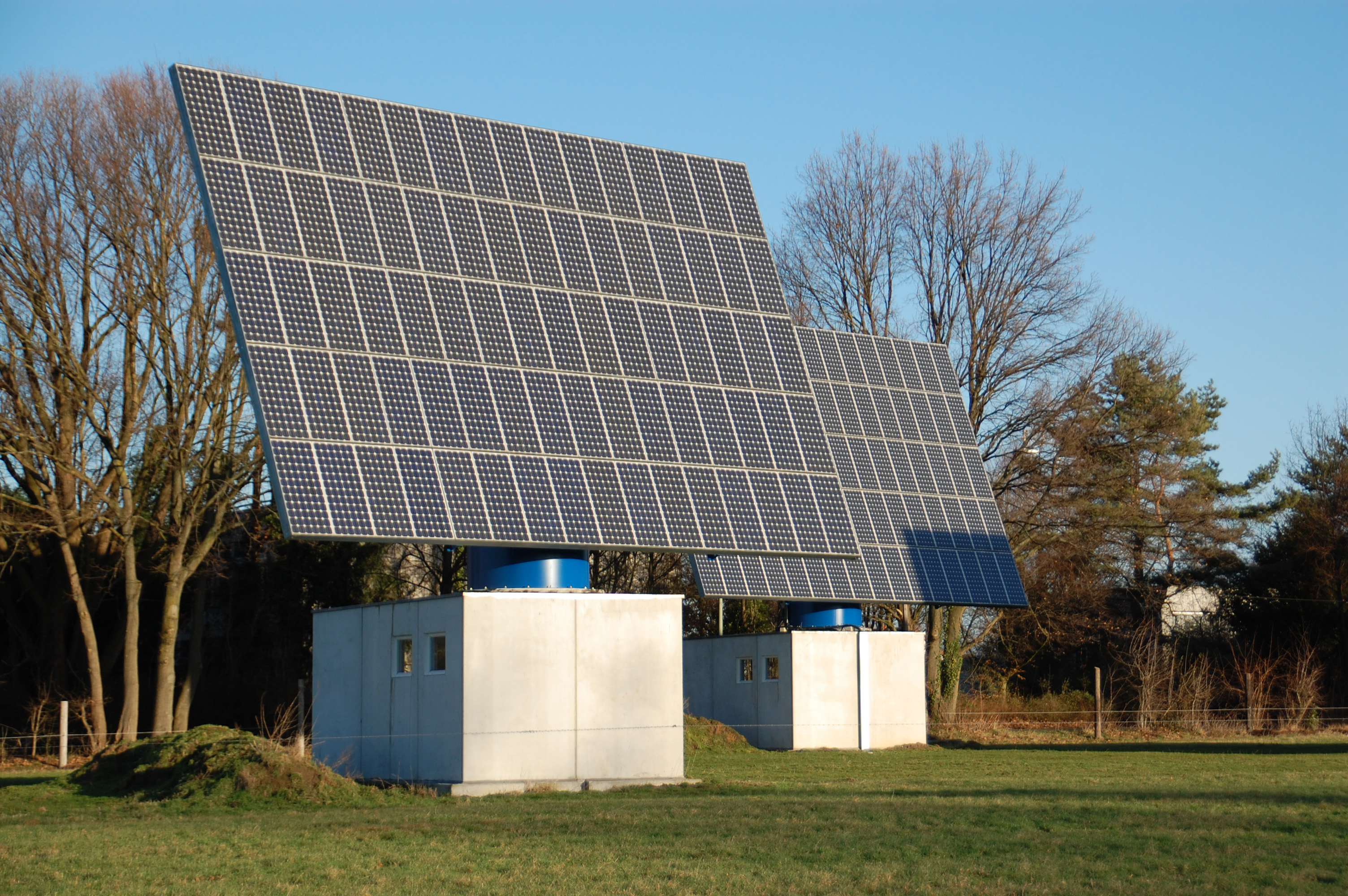
Freistehende Photovoltaikanlage auf landwirtschaftlicher Weidefläche

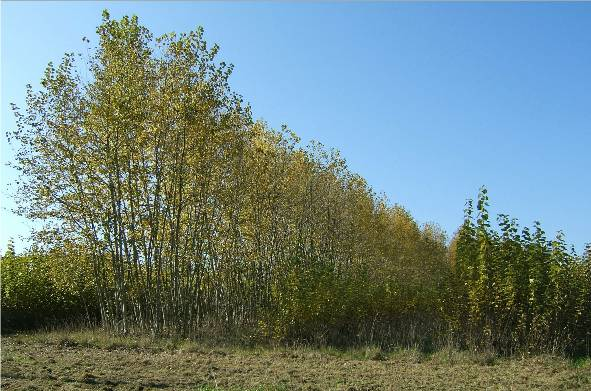
Kurzumtriebskultur aus Hybrid-Pappeln

Energiewirte stellen Energie in Form von Biokraftstoffen, Elektrischer Strom oder Wärme bereit bzw. liefern sie die Rohstoffe für ihre Erzeugung. Folgende Energien bzw. Energieträger sind bedeutend:
- Biogene Brennstoffe
  - Biogene Flüssigbrennstoffe (vor allem Biokraftstoffe):
    - Pflanzenöl
    - Biodiesel
    - Bioethanol
    - Biomass to Liquid (BtL)

  - biogene Festbrennstoffe zur Bereitstellung von Wärme und z. T. auch Strom:
    - Stroh
    - Holz aus betriebseigenem Wald oder aus Heckenschnitt
    - Holz aus Kurzumtriebsplantagen auf landwirtschaftlichen Flächen
    - Biomasse anderer schnellwachsender Pflanzen, wie z. B. Miscanthus

  - Biogene Brenngase zur Bereitstellung von Strom und oft auch Wärme oder als Kraftstoff:
    - Biogas (Rohbiogas)
    - Biomethan
- Strom aus anderen Erneuerbaren Energien:
  - Strom aus Sonnenenergie (Photovoltaik)
  - Strom aus Wind (Windkraftanlagen)

## Geschichte und Perspektive

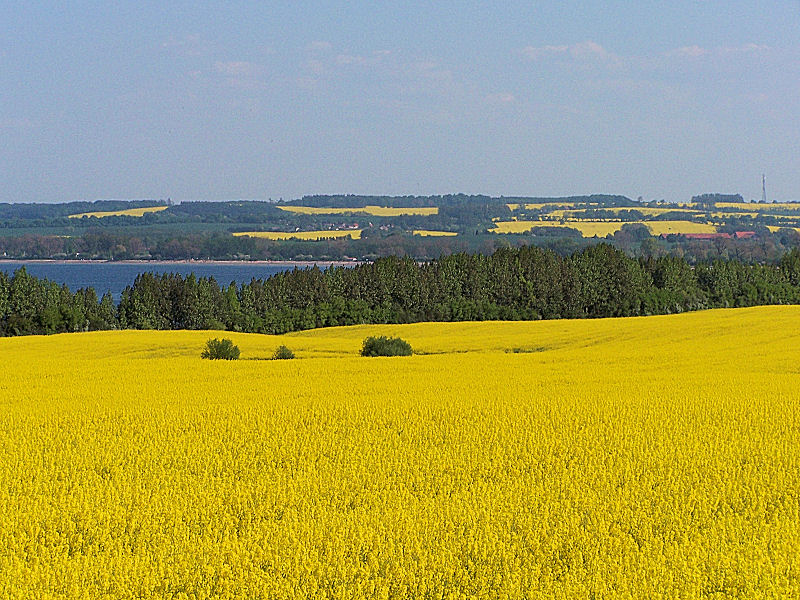
Rapsfelder am Wohlenberger Wiek

Lange Zeit hatte die Energiebereitstellung durch die Landwirtschaft keine große Bedeutung. In den 1950ern gab es Bemühungen, aus landwirtschaftlichen Abfällen bzw. Reststoffen wie Gülle und Mist Biogas zu erzeugen. Der geringe Preis (Ölpreis) und die gute Verfügbarkeit machte Erdöl über Jahrzehnte konkurrenzlos. Mit den Ölkrisen in den 1970ern gab es erneut Bemühungen in Forschung und Wirtschaft, alternative Energiequellen zu erschließen. Durch den erneut relativ niedrigen Ölpreis in den 1990ern waren diese aber wiederum wirtschaftlich nicht interessant. In den 1990ern wurden Faktoren wie Begrenztheit der Ressourcen, Unabhängigkeit von Erdöl- und Gasexporteuren, Umweltschutz und zunehmend auch der Klimaschutz wichtiger, so dass die Politik und auch die Wirtschaft erneut alternative Energiequellen zu aktivieren versuchte. Insbesondere die Rekordhöhe des Öl- und Erdgaspreises in den Jahren 2007/08 ließ die künftige Wirtschaftlichkeit erneuerbarer Energien realistisch erscheinen.
Für Landwirte wurde die Energiebereitstellung in den vergangenen Jahren zunehmend zu einer interessanten Alternative, da die Preise für die klassischen Agrarprodukte bis Mitte der 2000er über Jahre hinweg eine sinkende Tendenz gezeigt hatten. Zudem gab es bis 2008 in der Europäischen Union (EU) die obligatorische Flächenstilllegung, durch die in einigen Jahren bis zu 10 % der landwirtschaftlichen Anbauflächen zur Verringerung der Produktionsüberschüsse stillgelegt werden mussten. Der Anbau Nachwachsender Rohstoffe, z. B. auch zur Energieerzeugung, war jedoch zugelassen. Ein weiterer Impuls kam auch durch die Verringerung der maximal zulässigen Zuckerexporte der EU gemäß der Europäischen Zuckermarktordnung 2005, die weitere Anbauflächen freisetzte.
Ein wichtiger Faktor war und ist in Deutschland das im Jahr 2000 in Kraft getretene Erneuerbare-Energien-Gesetz (EEG), das eine Vergütungsgarantie über 20 Jahre für Strom, z. B. aus Biogas, Wind und Sonne, garantiert und so eine Investitionssicherheit bietet. Für Biokraftstoffe galt in Deutschland zeitweise eine Steuerbefreiung gemäß dem Energiesteuergesetz, die die Konkurrenzfähigkeit zu fossilen Kraftstoffen sicherstellte. Die Steuerbefreiung wird sukzessiv abgeschafft und durch eine Zwangsbeimischung von Biokraftstoffen zu konventionellen Kraftstoffen ersetzt. Der so geschaffene Bedarf wird auch durch preiswertere Importe gedeckt, so dass unklar ist, welche Rolle die Erzeugung von Kraftstoffen bzw. die Rohstoffbereitstellung für Energiewirte in der EU zukünftig spielen wird.
Mehr als 80 % aller Biogasanlagen und 21 % aller Solaranlagen sind laut Angaben des Marktforschungsinstituts trend:research im Besitz von Landwirten. Diese profitieren außerdem von der Verpachtung von Agrarflächen für weitere Anlagen. Der Bundesverband der Energie- und Wasserwirtschaft (BDEW) schätzt deshalb, dass etwa ein Drittel der EEG-Umlage an die Landwirte geht: 2012 waren das sechs bis sieben Milliarden Euro.

## Ausbildung
Mit der stark zugenommenen Bedeutung der Erneuerbaren Energien in der Landwirtschaft stieg auch der Bedarf und das Angebot an Weiter- und Ausbildungsmöglichkeiten.
Zahlreiche Möglichkeiten zur Qualifizierung von Biogasanlagen-Betreibern und -Servicekräften sowie Fortbildungen und Lehrgänge für Landwirte im Bereich Biomassenutzung, Energieholz, Ölmühlenbetrieb, Sonnenenergie etc. werden angeboten. Eine Weiterbildung zum Energiewirt mit IHK-Zertifikat wird regelmäßig durch den Energieverein Cerchov in der bayerischen Energieregion Waldmünchen durchgeführt. Darüber hinaus werden eine Reihe von Aufbau- und Weiterbildungsstudiengängen angeboten, die sich unterschiedlich stark mit den notwendigen Fähigkeiten und Kenntnissen eines Energiewirts decken.